# Jack J. Clark
Jack Clark (23 de septiembre de 1879-12 de abril de 1947) fue un actor y director cinematográfico estadounidense de los primeros años de la industria del cine.
Su verdadero nombre era John J. Clark, y nació en Filadelfia, Pensilvania: Empezó como actor teatral, pero en 1907 el director Sidney Olcott, de la productora de Nueva York Kalem Company, le convenció para entrar a trabajar en el cine mudo. Con su compañía viajó por 24 países, siendo una de las primeras estrellas estadounidenses en rodar en localizaciones extranjeras. Encontrándose en Tierra Santa, Kalem Company produjo la primera película sobre la Pasión, From the Manger to the Cross, interpretando Jack Clark a Juan el Evangelista.
En 1912, Jack Clark se casó en la Palestina otomana con la actriz y compañera de reparto Gene Gauntier. Se divorciaron en 1918.
Durante un período de tres años dejó el cine para enseñar arte dramático en el Villanova College. Organizó un taller dramático y produjo la obra mística Vision. En la misma época dirigió Charity, con un reparto de 600 personas, con la cual se establecieron nuevos récord en la Philadelphia Metropolitan Opera House. También escribió y produjo una obra dramática musical, Columbus, en la cual participaron más de 1000 personas, y representada en el Philadelphia Academy of Music.
En 1929 Jack Clark se casó con Francis Rose Musolf.
Entre las obras de Jack Clark figuran The Prince of Pilsen y 45 Minutes from Broadway. Entre los filmes en los que actuó se encuentran los siguientes: The Colleen Bawn (1911), From the Manger to the Cross (1912), The Shaughraun (1912), The Last of the Mafia (1915), A Fool’s Paradise (1916), Audrey (1916), Pajamas (1927), Love and Learn (1928), y Broadway Howdy (1929). De las películas dirigidas por él destacan The Yankee Girl (1915) y The Mad Maid of the Forest (1915).
Jack Clark falleció en 1947 en Hollywood, California.